# زمان پیوسته و زمان گسسته

تابع نموار فوق به صورت گسسته است

در ریاضیات و به ویژه در مبحث سیستم‌های دینامیک، زمانِ گسسته و زمانِ پیوسته دو چارچوب جایگزین هستند که در آن متغیرها (داده‌ها) را در زمان مدل می‌کند.
در مدل زمان‌ پیوسته داده‌های به صورت پیوسته هستند و برای هر لحظه در زمان یک مقدار خاص دارند؛ ولی در حالت گسسته به ازای هر بازه زمانی یک مقدار وجود دارد.